# Hugues Ier de Ponthieu
Pour les articles homonymes, voir Hugues Ier.
Hugues Ier de Ponthieu, mort le 4 juillet 1000, fut un avoué de Saint-Riquier et de Forest-Montiers, un châtelain d'Abbeville et un seigneur de Ponthieu.

## Biographie
Sa famille n'est pas connue. On peut cependant remarquer que, dès 984 et peut-être même avant 980, un Enguerrand vivait à l'abbaye de Saint-Riquier comme moine, puis comme abbé, de 1017 à 1045. Cet Enguerrand avait un frère nommé Guy, abbé de Forest. Or ces prénoms d'Enguerrand et de Guy se retrouvent fréquemment dans la descendance d'Hugues, et ne peuvent pas provenir de l'épouse d'Hugues, ce qui semble montrer que les deux abbés Enguerrand et Guy pourraient être frères d'Hugues. Le prénom Enguerrand étant particulièrement répandu dans le nord de la France, on en déduit une origine locale.
Jusqu'en 988, le Ponthieu se trouve dans la zone d'influence du comté de Flandre, mais avec la mort du comte Arnoul II de Flandre et le remariage de sa veuve avec le futur roi Robert II le Pieux, la région quitte l'orbite flamande pour la sphère d'influence des Capétiens. Hugues Capet annexe la ville de Montreuil au domaine royal, mais confie la ville d'Abbeville à un de ses chevaliers, Hugues, mariée à sa fille Gisèle. Il lui donne en outre les avoueries des abbayes de Saint-Riquier et de Forest. L'ensemble de ces terres constitueront le futur comté de Ponthieu. Il meurt le 4 juillet 1000.
Il avait épousé avant 987 Gisèle de France, fille d'Hugues Capet, duc puis roi de France et d'Adélaïde d'Aquitaine, il avait eu :
- Enguerrand Ier, seigneur puis comte de Ponthieu ;
- Guy, abbé de Forest, qu'on a prétendu être l'ancêtre de la maison d'Abbeville.